# Мілан Зона «C»

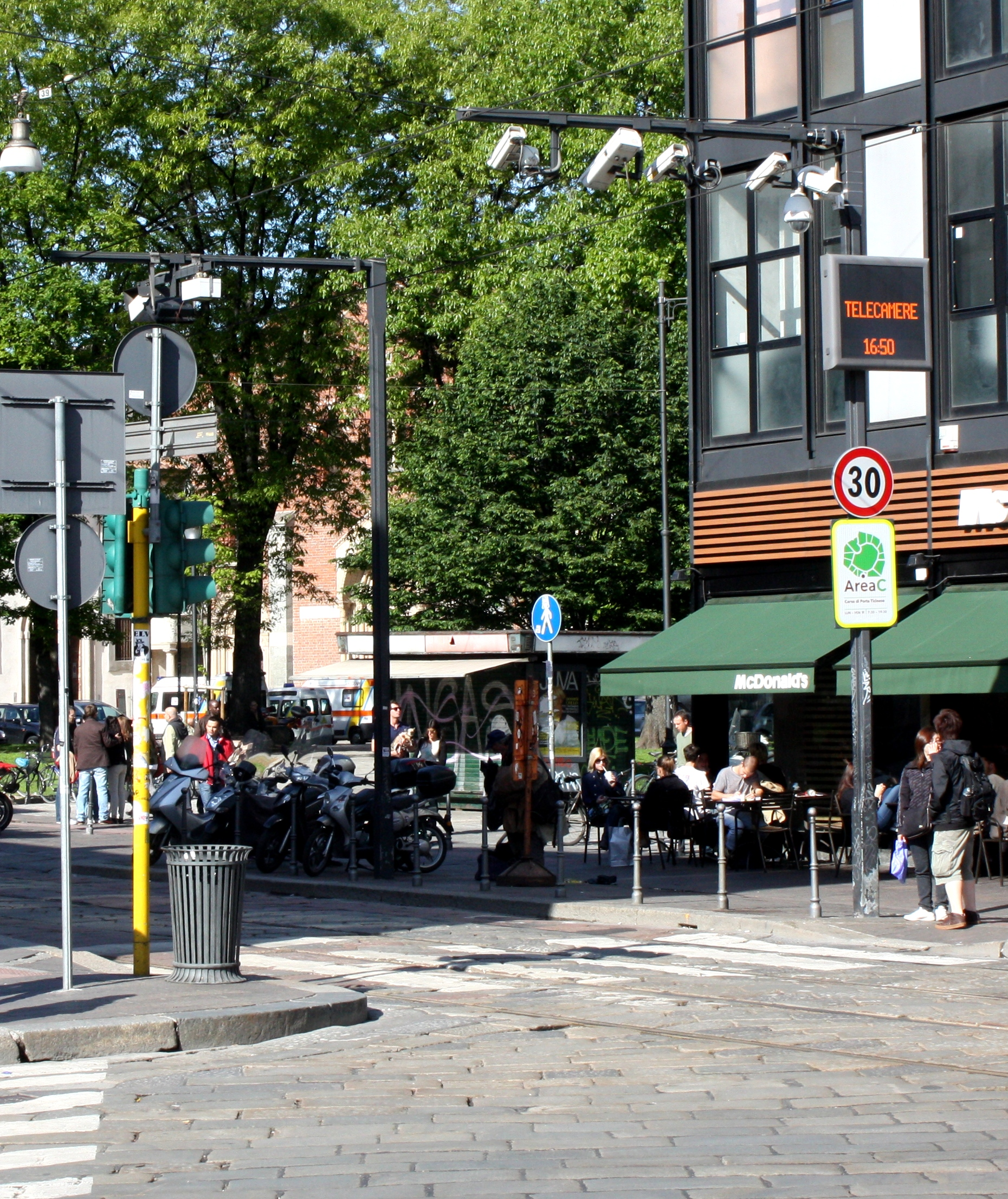
Один із в'їздів у Зону C

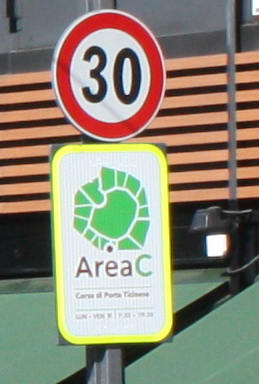
Знак Зони C

Зона C — зона у центральній частині Мілану (Італія) з обмеженнями на в'їзд автомобільного транспорту. Створена 16 січня 2012 на зміну попередній системі Ecopass. Площа зони становить {\displaystyle }8,2 км², тут проживає 77 000 мешканців (4,5% і 6% від загальноміської, відповідно). Заїзд відбувається крізь 43 брами, що контролюються відеокамерами.
Зону C було організовано як 10-місячний пілотний проект, що базувався на результатах референдуму червня 2011. Ціллю програми стало зменшення заторів, розвиток сталої мобільності, громадського транспорту, та зменшення рівня викидів, котрі погано впливають на здоров'я мешканців. Із 27 березня 2013 програму схвалено як постійну.
Програма тимчасово не діяла із 25 червня до 17 вересня 2012 через протести власників приватних паркінгів, існуючих на території дії програми.

## Передумови
У Мілані один із найвищих рівнів автомобілізації у Європі (понад половина мешканців — більше лише у Римі) та світі. Також місто є лідером за кількістю шкідливих речовин у повітрі. Через це після 2007 року рух заборонено для 170.000 одиниць транспорту, які не відповідали екологічним стандартам.
У січні 2008 місто запустило програму Ecopass, очікуючи зниження забруднення повітря на 30% і зменшення трафіку на 10%. Програма передбачала накладання на власників старих авто плати за в'їзд до центру міста, що повинно стимулювати людей купувати нові авто, котрі відповідатимуть сучасним екологічним вимогам. За кілька років більшість авто, що заїздила в центр міста відповідала усім вимогам. Це, однак, не розв'язало проблему заторів. Крім того система контролю в'їзду перестала бути самоокупною.

## Принципи

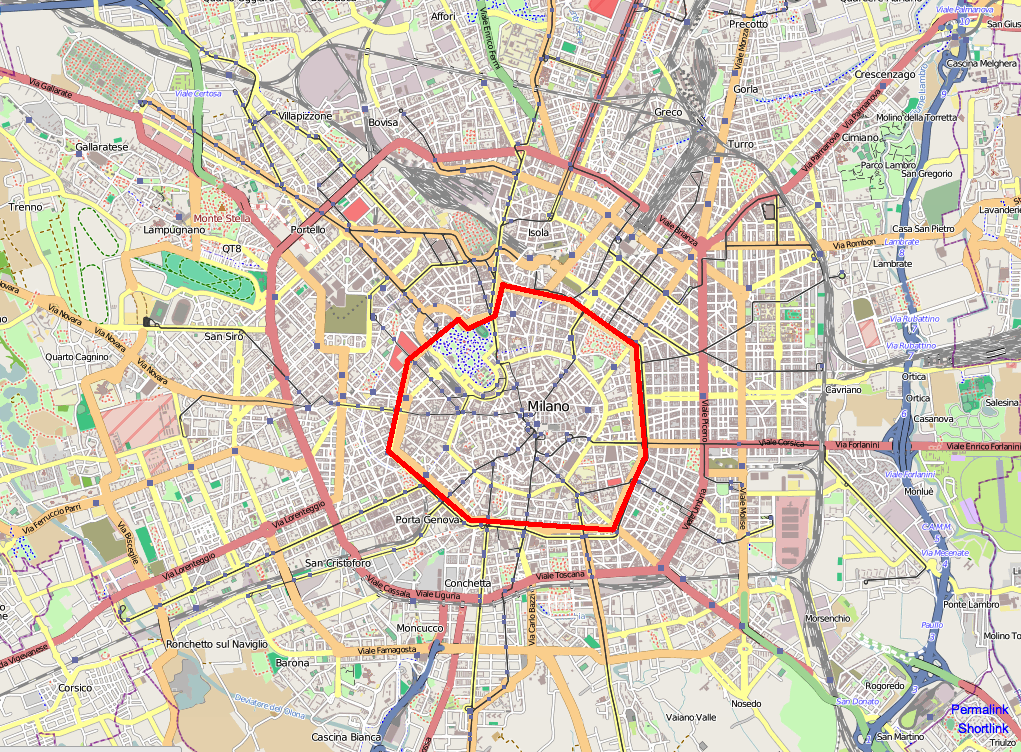
Зона C. Із обмеженням на в'їзд автотранспорту

Плата знімається із транспортного засобу, що заїздить в центр міста у будь-який день тижня (крім суботи) з 7:30 ранку до 19:30 вечора. Тариф на в'їзд €5 незалежно від екологічного стандарту авто. Мешканці Зони C теж платять за в'їзд, хоча їм надається 40 безкоштовних заїздів і пільговий тариф €2.
Заїзд заборонений для транспорту на дизелі рівня Euro 3 чи нижче, бензину Euro 0, а також приватного транспорту довжиною понад 7 м. Електрокари, мотоцикли та скутери, сервісні служби, поліція та екстрені служби, громадський транспорт та таксі мають право безкоштовного заїзду. Гібридні авто не сплачували нічого до 1 січня 2013. Згодом пільговий період продовжили до кінця 2016.
Після «паузи» влітку 2012 в'їзд у Зону C безкоштовний після 18:00 у четвер.
| Клас двигуна →   | Бензин      | Бензин      | Бензин      | Бензин      | Бензин      | Бензин      | Дизель      | Дизель      | Дизель      | Дизель      | Дизель      | Дизель      | Гібрид       | Електрика   | Скутери     |
| Клас двигуна →   | 5           | 4           | 3           | 2           | 1           | 0           | 5           | 4           | 3           | 2           | 1           | 0           | Гібрид       | Електрика   | Скутери     |
| ---------------- | ----------- | ----------- | ----------- | ----------- | ----------- | ----------- | ----------- | ----------- | ----------- | ----------- | ----------- | ----------- | ------------ | ----------- | ----------- |
| не-мешканці      | €5          | €5          | €5          | €5          | €5          | заборонено  | €5          | €5          | заборонено  | заборонено  | заборонено  | заборонено  | безкоштовно1 | безкоштовно | безкоштовно |
| мешканці2        | €2          | €2          | €2          | €2          | €2          | заборонено  | €5          | €5          | заборонено  | заборонено  | заборонено  | заборонено  | безкоштовно1 | безкоштовно | безкоштовно |
| бізнес           | €3          | €3          | €3          | €3          | €3          | заборонено  | €3          | €3          | заборонено  | заборонено  | заборонено  | заборонено  | безкоштовно1 | безкоштовно | немає       |
| сервісні служби3 | безкоштовно | безкоштовно | безкоштовно | безкоштовно | безкоштовно | заборонено4 | безкоштовно | безкоштовно | заборонено4 | заборонено4 | заборонено4 | заборонено4 | безкоштовно  | безкоштовно | немає       |

1. до кінця 2016[8]
2. мешканцям надається 40 безкоштовних заїздів протягом року
3. включно з громадським транспортом, екстреними службами та таксі
4. з винятками

## Перші результати
У перший місяць кількість транспорту, що заїздить у центр міста, зменшилась на 33%. Тобто на 700 000 за місяць, або на 40 000 за добу. Загальний рівень заторів зменшився, хоча рух транспорту поза межами зони не зазнав змін. Загальний рівень забруднення повітря помітно не змінився, за винятком рівня вуглецю, що знизився на 30%.
Дані за 2 місяці показали зниження кількості транспорту також поза межами Зони C на 6% у порівнянні з аналогічним періодом у 2011.
Зменшення кількості приватного транспорту у центрі міста дозволило підвищити швидкість руху громадського транспорту. Особливо автобусів у години-пік. Хоча в цілому за добу приріст швидкості склав лише 3% — вранці (8-9 година ранку) він склав 10%.
Після 4-ох місяців зниження руху транспорту в центрі міста склало 34,3%. Загальне зменшення руху транспорту у Мілані склало близько 7%.
Станом на 30 вересня 2012, Зона C діяла 140 днів (з 16 січня). В цілому за цей період зменшення кількості автотранспорту, що заїздить у центр міста склало 32,8% у порівнянні із 2011.

## Доходи
Увесь прибуток від дії Зони C спрямовується на популяризацію сталого розвитку і заходів із збереження довкілля. Йдеться про переробку сміття, покращення громадського транспорту й оптимізацію маршрутів достави товарів у магазини. У 2012 сукупний дохід склав 20.3 мільйони євро, а чистий прибуток понад 13 мільйонів євро. Ці кошти використали для покращення сервісу у метро, наземному транспорті та розширення мережі велопрокату.

## Критика
Зона C, як і її попередник Ecopass, була сприйнята з великим негативом, особливо від правих політиків. Відбулось багато демонстрацій, керівництво міста отримало багато скарг.
Опоненти системи намагались організувати референдум щодо її скасування. Однак ця спроба не набрала достатньої кількості підписів для офіційного старту.
Протести власників платних парковок, у яких зменшились прибутки, призвели до тимчасового призупинення дії Зони C 25 липня 2012 для вивчення всіх обставин. Із 17 вересня 2012 Зона С запрацювала знову.